# Municipio de Smolan
El municipio de Smolan (en inglés: Smolan Township) es un municipio ubicado en el condado de Saline en el estado estadounidense de Kansas. En el año 2010 tenía una población de 775 habitantes y una densidad poblacional de 9,36 personas por km².

## Geografía
El municipio de Smolan se encuentra ubicado en las coordenadas 38°44′11″N 97°39′29″O / 38.73639, -97.65806. Según la Oficina del Censo de los Estados Unidos, el municipio tiene una superficie total de 82.83 km², de la cual 82,81 km² corresponden a tierra firme y (0,02 %) 0,01 km² es agua.

## Demografía
Según el censo de 2010, había 775 personas residiendo en el municipio de Smolan. La densidad de población era de 9,36 hab./km². De los 775 habitantes, el municipio de Smolan estaba compuesto por el 91,1 % blancos, el 0,9 % eran afroamericanos, el 0,39 % eran amerindios, el 2,97 % eran asiáticos, el 3,1 % eran de otras razas y el 1,55 % eran de una mezcla de razas. Del total de la población el 6,06 % eran hispanos o latinos de cualquier raza.